# Resurrezione (film 1927)
Resurrezione (Resurrection) è un film muto del 1927 diretto da Edwin Carewe. Una delle numerose versioni cinematografiche tratte dal romanzo di Tolstoj. Carewe ne girò un remake sonoro nel 1931, dallo stesso titolo dove il personaggio interpretato nel 1927 da Dolores del Río fu ripreso da Lupe Vélez.

## Produzione
Il film fu prodotto dalla Edwin Carewe Productions e dall'Inspiration Pictures. Per la sua realizzazione, Carewe si avvalse di almeno due consulenti russi: il maggiore generale Michael Pleschkoff per ciò che riguardava la parte militare e il conte Il'ja Tolstoj per quella letteraria.

## Distribuzione
Distribuito dalla United Artists, il film uscì nelle sale cinematografiche statunitensi il 19 marzo 1927. Venne distribuito in tutto il mondo: in Italia uscì nel settembre dello stesso anno, in Portogallo uscì con il titolo Ressureição il 22 aprile 1929.

## Censura
Nella versione distribuita in Italia vennero eliminate le scene di seduzione "che eccitano morbosamente la sensualità".